# Tony Evers
Pour les articles homonymes, voir Evers.
Anthony Steven Evers, dit Tony Evers, né le 5 novembre 1951 à Plymouth (Wisconsin), est un homme politique américain. Membre du Parti démocrate, il est gouverneur du Wisconsin depuis le 7 janvier 2019.

## Biographie

### Carrière dans l'éducation
Tony Evers est diplômé de l'université du Wisconsin à Madison, d'abord d'un baccalauréat universitaire en chimie et zoologie puis d'un master et d'un doctorat en éducation. D'abord enseignant, il devient principal d'une école à Tomah puis participe à la direction de plusieurs écoles à Oakfield, Verona puis Oshkosh. En 2001, il devient l'adjoint au superintendant de l'instruction publique du Wisconsin à partir de 2001.
En 2009, Evers est lui-même élu superintendant de l'instruction publique de l'État. Il est réélu en 2013 avec 61 % des voix face au représentant républicain Don Pridemore, puis en 2017 en rassemblant 70 % des voix face à Lowell Holtz.

### Gouverneur du Wisconsin
Lors des élections de 2018, Evers se présente au poste de gouverneur du Wisconsin. Malgré de nombreux indécis, Evers domine les sondages pour la primaire démocrate : il est en effet le seul des huit candidats à être déjà élu à l'échelle de l'État. Le 14 août 2018, il remporte la primaire avec environ 42 % des suffrages. Il devance largement son plus proche adversaire Mahlon Mitchell, le chef du syndicat des pompiers du Wisconsin, à 17 %. Face au républicain sortant Scott Walker, Evers fait campagne sur l'éducation, l'environnement et la couverture santé. Le soir de l'élection, il devance Walker d'un point (30 000 voix sur plus de 2,6 millions).
Dès son élection, les dirigeants républicains de la législature du Wisconsin annoncent leur intention de réduire les pouvoirs du gouverneur avant son investiture en janvier 2019. Les républicains avaient fait de même après l'élection de Roy Cooper en Caroline du Nord deux ans plus tôt,.